# Čelovek rodilsja
Čelovek rodilsja (Человек родился) è un film del 1956 diretto da Vasilij Sergeevič Ordynskij.